# Cecil A. Poole
Cecil A. Poole (Monmouth, 1907. augusztus 11. – Sunnyvale, 1989. július 16.) amerikai író, középiskolai tanár, rózsakeresztes, aki 1972-től haláláig a A.M.O.R.C. alelnöke volt.

## Származás, korai évek
Cecil A. Poole ősei a későbbi Oregon állam első telepesei közé tartoztak. Dédapja körzeti metodista lelkész volt.
A kis Cecil 1907. augusztus 11-én látta meg a napvilágot az oregoni Polk megyében lévő Monmouth városkában Archie Norval Poole (1873 - 1943) és Ora Pearl Hallock (1885 - 1937) fiaként. Erősen vallásos neveltetést kapott és eleinte a lelkészi pálya iránt érzett elhivatottságot, így a salemi, felekezeti hátterű Willamette Egyetemre iratkozott be. Itt hamarosan jobban kezdte vonzani a pszichológia és a zene és színházi orgonista szeretett volna lenni, mely álma a hangosfilm megjelenésével szertefoszlott. Ezután az oktatás felé fordult az érdeklődése és végül a Southern Oregon College of Education (ma: Southern Oregon University) keretei között szerzett diplomát 1928-ban. A középfokú oktatásban kezdett el dolgozni tanárként és még ez év októberében feleségül vette Corday Elise Stewartot, aki felvette az Elise Poole nevet. Hamarosan iskolaigazgató lett, ahol pénzügyi és jogi természetű problémákat kellett megoldania, de segédkezett az első hivatalos jellemnevelési (character education) kurzusok beindításában.

## Rózsakeresztes tevékenységei
Cecil A. Poole régóta meglévő érdeklődése a pszichológia iránt folyamatosan szélesedett. Egy rádióadásban hallott először az AMORC-ról, majd nem sokkal ezután be is lépett a rendbe.
1934 októberében felkérést kapott az AMORC Legfelsőbb Titkárától, a későbbi imperátortól, Ralph M. Lewis-tól arra, hogy legyen a szervezet utazó előadója. Először, majd segítséggel végezte tevékenységét és két, egyenként tízhónapos, előadókörutat vittek végig, melyek során úgy a nyilvánosság, mint a rendtagság előtt beszélt szerte az Államokban. Előadásokat még idős korában is tartott, némelyeket VHS szalagra is felvettek.
1939-ben a Tradicionális Martinista Rend (T.M.O.) "Legfelsőbb Amerikai Regionális Tanácsa" első 5 tagjának egyike. Legmagasabb szintű martinista beavatását (S:::I:::IV fokozat) Victor Blanchardtól kapta.

### Kincstárnokként
1936-ban az újonnan megalakított latin-amerikai részleg igazgatója lett, ahol először tökéletesítette meglévő spanyol nyelvtudását, majd ezen a nyelven is elkezdett előadásokat tartani. 1939. augusztus 12-én, H. Spencer Lewis hirtelen halála után az új imperátor, Ralph M. Lewis felkérte utódjául, mint Legfelsőbb Titkár. E mellett párhuzamosan a Legfelsőbb Kincstárnok feladatkörét is ellátta, így a rend igazgatótanácsa felügyelete alatt igazgatta a rend pénzügyi-üzleti ügyeit. Szakmai tudását időközben a New York Institute of Finance elvégzésével bővítette és egyenletes, stabil pénzügyi növekedést ért el.

### Alelnökként
Cecil A. Poole 1972 augusztusában visszavonult a kincstárnoki feladataitól és az AMORC igazgatótanácsa a szervezet alelnökévé választotta. Ebben a minőségében ő tartotta barátja, az 1987 elején elhunyt Ralph Maxwell Lewis búcsúztató szertartását 1987. január 12-én.

## Természetrajzi és írói tevékenységei
Poole úr a Rosicrucian Forum, illetve a Rosicrucian Digest hasábjain cikkek formájában tárta a rendtagok, illetve nem-rendtagok elé filozófia, pszichológia, illetve általában a miszticizmus iránti érdeklődését, melyekben fontosnak tartotta a természetrajzzal, biológiával való kapcsolódások hangsúlyozását. Tagja volt több madártani szövetségnek és a California Academy of Sciences természetrajzi múzeumnak.

### Könyvei
- Cecil A. Poole. The Eternal Fruits of Knowledge (angol nyelven). San José: Supreme Grand Lodge of AMORC [1975] (2015). Hozzáférés ideje: 2020. január 12.
- Cecil A. Poole. Cares that Infest – Between Man and Happiness (angol nyelven). San José: Supreme Grand Lodge of AMORC [1978] (2015). Hozzáférés ideje: 2020. január 12.
- Cecil A. Poole. In Search of Reality (angol nyelven). San José: Supreme Grand Lodge of AMORC [1980] (2015). Hozzáférés ideje: 2020. január 12.
- Cecil A. Poole. Mysticism – The Ultimate Experience (angol nyelven). San José: Supreme Grand Lodge of AMORC [1982] (2015). Hozzáférés ideje: 2020. január 12.